# Caló d'En Serra
La playa Caló d'En Serra está situada en San Juan Bautista, en la parte norte de la isla de Ibiza, en la comunidad autónoma de las Islas Baleares, España.
Es una playa rústica situada en un entorno de vegetación de pinos.